# 韦斯滕格伦德
韦斯滕格伦德是德国巴伐利亚州的一个村庄。总面积8.97平方公里，总人口1880人，其中男性966人，女性914人（2011年12月31日），人口密度210人/平方公里。2013年，由于克罗地亚的加入改变了欧盟的版图，令这个村庄成为整个欧盟的中心点。